# Elops lacerta
Banane, Guinée copace, Guinée du Sénégal
Espèce
Statut de conservation UICN

 LC  : Préoccupation mineure
Elops lacerta, la Banane, la Guinée copace ou la Guinée du Sénégal, est une espèce de poissons de la famille des Elopidae qui se rencontre dans tous les milieux depuis l'eau douce jusqu'à l'eau de mer.

## Description
Elops lacerta peut mesurer jusqu'à 100 cm de longueur totale mais sa taille habituelle est d'environ 60 cm. Cette espèce est souvent confondue avec Elops senegalensis d'une taille similaire et fréquentant les mêmes eaux. Dans sa publication de 1909, Charles Tate Regan indique que Elops lacerta, bien que similaire à Elops senegalensis, s'en différencie par la présence de « plus de branchiospines, des écailles plus grandes, un nombre plus important de vertèbres, etc. ». Cette espèce se nourrit principalement de petits poissons (généralement des Clupeidae), de crustacés et de mollusques.

## Répartition
Ce poisson se rencontre dans l'Atlantique est, depuis les côtes de la Mauritanie jusqu'à celles de l'Angola. Sa présente est incertaine en Namibie. Il est présent depuis la surface et jusqu'à 50 m de profondeur.
C'est une espèce pélagique qui vit dans les eaux côtières peu profondes aux substrats sablo-vaseux mais qui remonte également les fleuves parfois jusqu'à plus de 100 km de la côte.

## Systématique
Le nom valide complet (avec auteur) de ce taxon est Elops lacerta Valenciennes, 1847.
Ce taxon porte en français les noms vernaculaires ou normalisés suivants : Banane, Guinée Copace, Guinée du Sénégal.
Elops lacerta a pour synonyme :
- Elops congicus Boulenger, 1898

### Étymologie
Son épithète spécifique vient du latin lacerta, « saurien, lézard ».